# تشانغ هاي-جين
تشانغ هاي-جين (الكورية: 장혜진) هي نبالة كورية جنوبية، ولدت في 13 مايو 1987 في دايغو في كوريا الجنوبية.

## وصلات خارجية
- تشانغ هاي-جين على موقع الاتحاد الدولي للرماية بالسهام (الإنجليزية)
- تشانغ هاي-جين على موقع اللجنة الأولمبية الدولية (الإنجليزية)
- تشانغ هاي-جين على موقع أوليمبيديا (الإنجليزية)